# Tedžen
Tedžen nebo také Harirúd (persky هریرود‎ nebo تجن‎, latinsky Tarius) je řeka v Afghánistánu (Ghór, Herát) a v Turkmenistánu (Mary). Také částečně tvoří hranici obou zemí s Íránem (Chorásán Razaví). Je dlouhá 1150 km. Povodí má rozlohu 70 600 km².

## Průběh toku

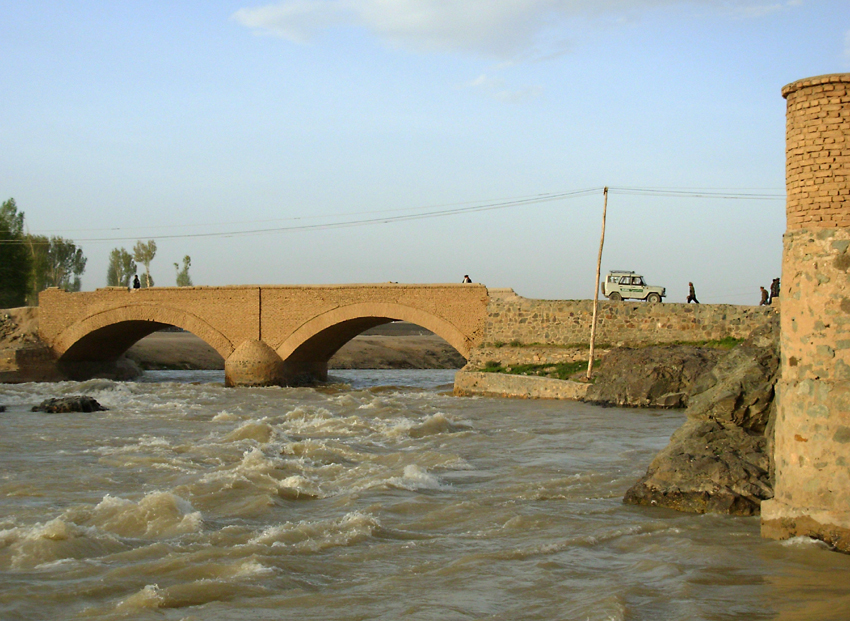
most přes řeku v Chaghcharanu

Pramení pod jménem Harirúd v pohoří Kohi Baba v provincii Ghór ve středním Afghánistánu v nadmořské výšce přibližně 3000 m. Až k Herátské oáze teče směrem na západ jako horská řeka vysokohorskou krajinou v úzkých, hlubokých kaňonech a dolinách a přes náhorní planiny, kde protéká městem Chaghcharan. Oázou protéká v široké dolině. Pod oázou na afghánsko-íránské hranici opět nabývá horského charakteru a stáčí se k severu a tvoří afghánsko-íránskou hranici. Dolina se rozšiřuje níže, kde řeka tvoří íránsko-turkmenskou hranici a dále v Turkmenistánu, kde dostává jméno Tedžen, již řeka teče v široké dolině a větví se na průtoky a ramena. Řeka se ztrácí v poušti Karakum pod Tedženskou oázou.

## Vodní stav

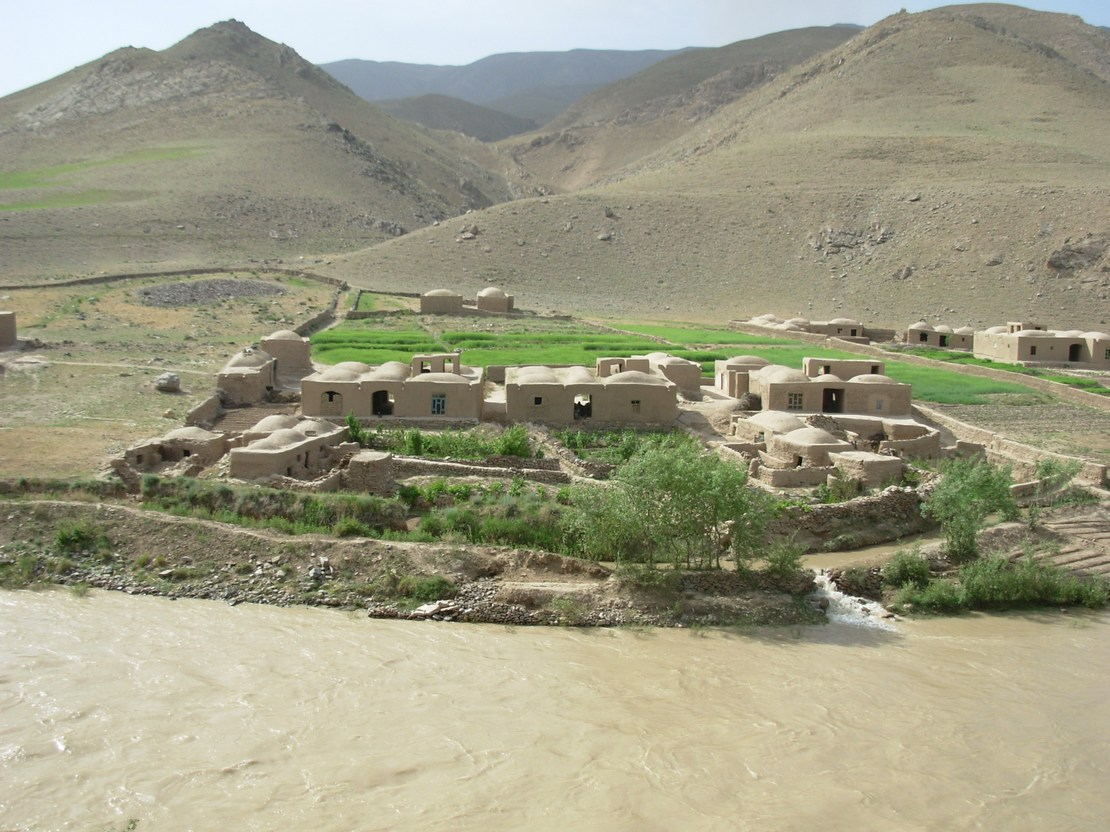
řeka v Šišt-e-Šarifu

Zdroj vody je smíšený s převahou sněhového. Nejvyšší vodnosti dosahuje od března do května. Průměrný průtok vody u Polehatumu (325 km od ústí) činí přibližně 30 m³/s a maximální 990 m³/s. Od srpna do listopadu řeka obvykle vysychá pod městem Herát. Kalnost vody dosahuje přibližně 100 kg/m³. Řeka nezamrzá. Dolní tok je zavodňován z Karakumského kanálu.

## Využití
Voda z řeky se využívá na zavlažování především Herátské a Tedženské oázy, přičemž v první z nich je voda z řeky zcela využita v období sucha a ve druhé po zbytek roku. V Turkmenistánu byly na řece vybudovány přehradní nádrže, které regulují průtok (Tedženská, Druhá tedženská). Na řece leží města Tedžen a Bolševik (Turkmenistán). Na břehu řeky se nachází Minaret Jam, který je zapsán na seznam světového dědictví UNESCO.